# Siphona tristella
Siphona tristella är en tvåvingeart som beskrevs av Herting 1966. Siphona tristella ingår i släktet Siphona och familjen parasitflugor. Inga underarter finns listade i Catalogue of Life.